# Club van Tien Miljoen
De Club van Tien Miljoen is een stichting die als doelstelling heeft de bevolkingsomvang van Nederland af te stemmen op de natuurlijke draagkracht van het beschikbare gebied. Sinds 2021 is de naam van deze stichting gewijzigd in "OverBevolking".

## Geschiedenis
De stichting is in 1994 opgericht door de historicus Paul Gerbrands. Aanvankelijk ging het de stichting vooral om de verbetering van de leefbaarheid van Nederland door vermindering van het aantal inwoners, later kwam het accent meer en meer te liggen op het reduceren van de ecologische voetafdruk van de Nederlanders.
Bij oprichting van de stichting telde Nederland ruim 15 miljoen inwoners. Een aantal van 10 miljoen, de situatie van 1950, werd als een na te streven bevolkingsomvang gezien. Metingen van de ecologische voetafdruk van Nederland maakten echter duidelijk dat dit aantal nog veel te hoog was, gegeven het consumptie- en vervuilingsniveau van de bevolking. Volgens berekeningen van het Global Footprint Network zouden bij de huidige ecologische voetafdruk slechts 2,7 miljoen mensen in Nederland duurzaam kunnen leven. Een belangrijke factor in de ecologische voetafdruk is CO2-uitstoot. Drastische vergroening en versobering door duurzame energie en consumptievermindering zouden een hoger inwonertal dan 2,7 miljoen mogelijk kunnen maken, zonder dat op de natuurlijke hulpbronnen van andere landen hoeft te worden geparasiteerd.
In 2021 wijzigde de stichting haar naam in OverBevolking en veranderde de statutaire doelstelling in: "het creëren van een toekomstbestendige wereld door het terugbrengen van de bevolking tot een aantal dat op aarde duurzaam en in voorspoed kan bestaan. In het bijzonder richt de stichting zich op het behalen van deze doelstelling in Nederland."

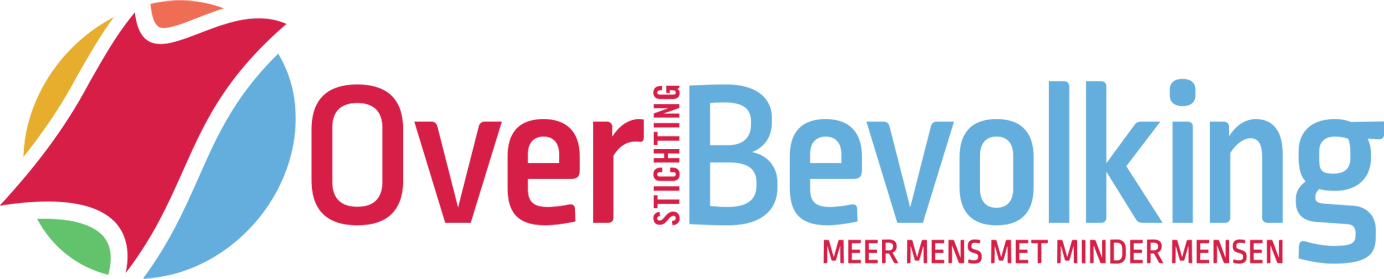
Het logo van de stichting

## Mondiaal probleem
Berekeningen van de ecologische voetafdruk van alle landen van de wereld laten precies zien waar het beschikbare aantal mondiale hectares wordt overschreden. De stichting ziet bevolkingsdruk als een wezenlijke oorzaak van deze overschrijding.

## Bewustmaking
De stichting tracht overbevolking als nationaal en internationaal probleem aan de orde te stellen door informatieverstrekking over de nadelige consequenties van bevolkingsdruk. Zij doet dit door het onderhouden van een website met artikelen over overbevolking. Verder publiceert zij drie keer per jaar een nieuwsbrief, verzorgt lezingen en ondersteunt zij leerlingen en studenten bij werkstukken over het onderwerp. Bij de komst van de 17 miljoenste inwoner van Nederland in 2016 kreeg de stichting ruime media-aandacht. De stichting plaatst regelmatig berichten op haar Facebookpagina.
De afgelopen jaren heeft bevolkingstoename en de daarmee verbonden consequenties in Nederland (gebrek aan huisvesting, toenemende belasting van de infrastructuur, druk op de verzorgingsstaat en integratieproblemen) steeds meer politieke aandacht gekregen. Aangezien de Nederlandse bevolking vrijwel alleen nog groeit door immigratie, willen steeds meer politieke partijen daaraan paal en perk stellen.

## Filmdocumentaire
In een korte filmdocumentaire uit 2015 belicht de stichting de diverse aspecten van overbevolking en waarschuwt zij voor de specifieke gevaren die Nederland bedreigen.